# Pissa (République centrafricaine)
Pour les articles homonymes, voir Pissa.
Pissa est une localité et l'une des treize communes de la préfecture de Lobaye. Elle est traversée par la route nationale RN6 reliant Bangui à Mbaïki.

## Géographie
La localité est située à 69 km à l'ouest de Bangui sur la route nationale RN6 reliant la capitale à Mbaïki.

## Histoire
De 1976 à 1979, le centre du pouvoir centrafricain est installé au Palais de Berengo, proche du village de Bobangui, situé sur le territoire de la commune de Pissa.

## Administration
La localité dispose d'une brigade de gendarmerie territoriale.

## Société
La localité est le siège de la paroisse catholique du Saint-Esprit de Pissa, elle dépend du diocèse de Mbaïki.

## Économie
Des palmeraies et huileries industrielles, produisant de l'huile de palme sont implantées à Bossongo et Bogbaté.